# Quintanilla de Onsoña
Quintanilla de Onsoña es un municipio, una pedanía y también una localidad española de la provincia de Palencia (comunidad autónoma de Castilla y León, España). La localidad está situada en la comarca de Vega-Valdavia, a orillas del río Carrión. La cabecera municipal, Quintanilla, está ubicada a 888 m de altitud, dista 58 km de la ciudad de Palencia y en 2012 contaba con 51 habitantes (208 en la totalidad del municipio) sobre una extensión de 52 km².
El apodo de los quintanillenses es el de raposos, que se usa también para referirse a los naturales de otros pueblos.

## Toponimia
El nombre de Quintanilla de Onsoña significa “pequeña quinta de Don Soña”. Soña fue el fundador o uno de los primeros propietarios de la localidad.
El término municipal cuenta con centenares de microtopónimos o topónimos menores.

## Geografía
El término municipal comprende también las pedanías de:
- Portillejo
- Velillas del Duque
- Villantodrigo
- Villaproviano
- Villarmienzo

A mediados del siglo XIV, el solar del término de Quintanilla contaba con los pueblos de Cornón de Yuso y Cornón de Suso' ambos desaparecidos y cercanos a Villarmienzo. Y al finalizar el siglo XVIII, el solar del que después sería término municipal de Quintanilla comprendía también la localidad Cornón de los Ortices, también cerca de Villarmienzo .
La pedanía de Velillas del Duque pertenece a los llamados Veinticinco Lugares de Saldaña desde tiempo inmemorial.
El núcleo de Quintanilla, como el del resto de localidades de su municipio, está constituido principalmente por edificios de adobe y madera, los más antiguos, y por casas y otras construcciones de ladrillo, de edificación más moderna. La piedra se utiliza en las iglesias y en otros edificios destacados.
La trama urbana, adaptada al terreno y a las necesidades de la vida campesina, es de calles irregulares en Quintanilla y los otros cinco núcleos urbanos del término municipal.
A mediados del siglo XVIII, según el Catastro de la Ensenada, Quintanilla contaba con 55 casas, "tres arruinadas, treinta y ocho bodegas, cinco lagares, tres panerías, una fragua, seis pajares, una caballeriza, once corrales y un palomar y que no pagan cosa alguna por su establecimiento" (Respuesta 21). En 1981, el caserío de Quintanilla constaba de 59 viviendas familiares (eran 197 en el conjunto de los seis núcleos del municipio).
La localidad de Quintanilla está conectada con Saldaña y Osorno por la denominada, desde tiempo inmemorial, carretera de la Loma (P-240). En un documento de 1866, un camino más al Norte comunicaba Saldaña y Osorno pasando por las localidades del municipio quintanillense de Villarmienzo y Villantodrigo. Los pueblos de Quintanilla, Villaproviano y Villarmienzo están conectados con la capital provincial por la línea regular de viajeros VACL-009 (Palencia-Villaverde de la Peña), de la Empresa Abagón, S.L.
Según el Catálogo de la Red de Carreteras de titularidad de la Diputación de Palencia de 2011, las carreteras provinciales que atraviesan el término quintanillense son tres: de acceso a Portillejo (PP-2406) (2'939 km); de enlace a Villantodrigo (PP-2403) (2'500 km); y de acceso a Villarmienzo (PP-2401) (2'538 km). Suman un total de 7'977 km. Las carreteras que atraviesan el término que son titularidad de la Junta de Castilla y León son: P-240 (Osorno-Saldaña) y P-241 (de La Serna a la P-240 por Villaproviano). 
En 1863, la Diputación Provincial aprobó el plan de caminos vecinales, a cargo de fondos propios, por el que se construyó el camino vecinal de Villandodrigo al de Carrión a Osorno por Quintanilla, Villaproviano, Gozón de Ucieza, Bahillo, Robladillo, Villasabariego de Ucieza y San Mamés de Campos.
El río Valdecuriada atraviesa la localidad de Quintanilla y bordea varias poblaciones del término municipal quintanillense. En 2005, el libro de Concha Santamaría Guía definitiva de los 10.000 espacios naturales de España recogía el río Valdecuriada, en Quintanilla de Onsoña, como uno de los 10 000 espacios naturales españoles. Quintanilla dispone de 7 km de fachada fluvial en el río Carrión con un importante bosque de ribera.
- Superficie urbana: 18 Ha (Quintanilla y los otros cinco núcleos de su municipio)
- Altura máxima: 985 m (Monte Redondo)
- Altura mínima: (Santa Marina)
- Altura de la localidad: 888 m (Quintanilla de Onsoña)
- Posición: 42°28′00″N 4°38′30″O / 42.46667, -4.64167

A principios de la década de 1950, el IGM realizó dos sondeos de agua, uno en Portillejo y otro en Quintanilla, con los resultados que siguen:
- Portillejo: sondeo de 250 m; 310 litros por habitante y día.
- Quintanilla: sondeo de 200 m; 645 litros por habitante y día.
- Villarmienzo: sondeo de 225 m.; caudal alumbrado, 1216 litros-segundo.[12]

Algunas de las fuentes del término municipal son: fuente de la Legaña, fuente Lobo, fuente Saldaña, fuente de San Esteban, fuente Zalce, Las Fuentecillas, Fuentemorco (esta última cerca de Villantodrigo) y Hontanillas.
Eugenio Larruga, en sus Memorias políticas se refería a finales del siglo XVIII, al bosque situado al norte del término municipal al referirse a Vilaproviano.

### Clima
- Clima mediterráneo continentalizado.
- Precipitación anual: 600 mm aproximadamente
- Horas de sol al año: 2400-2500 h aprox.
- Radiación solar diaria: 4 a 4,1 kWh/m²; al día aprox.[14]

## Historia

### Prehistoria y Edad Antigua
Se sabe, gracias a los hallazgos arqueológicos, que el solar de Quintanilla ya estuvo habitado desde la Edad de Bronce (1800-800 a. C.), al menos. Posteriormente, en el Hierro (siglos VIII-II a. C.), hubo también presencia humana. El pueblo tiene, por tanto y con total seguridad, raíces trimilenarias.
En la última parte del Hierro, el pueblo vacceo habitaba Lacóbriga (San Mamés de Campos) y todo el valle medio del río Carrión, donde está Quintanilla. Para el Arcediano del Alcor, los cántabros lindaban por el Sur con los vacceos en Quintanilla, Lobera de la Vega, Portillejo, Arenillas de Nuño Pérez y el arroyo Valbuena (la Valbona de Hidacio), entre otros lugares.
En época bajoimperial romana, el solar de Quintanilla tuvo una villa romana en Las Quintanas. Muy cerca de esta villa romana de Las Quintanas existió una vía (conocida como Vía 16.15) que unía Abia de las Torres con Saldaña en época romana. 
Tras la invasión sarracena de la Península, esta parte de la provincia de Palencia no debió quedarse totalmente deshabitada, pues han perdurado topónimos prerromanos (indoeuropeos y preindoeuropeos) y usos al parecer romanos en el nombre de Villaproviano.

### SigloX
Tras la invasión árabe-musulmana de la península ibérica (711), la zona no se quedó deshabitada o estuvo deshabitada muy poco tiempo, porque en el año 754 el rey Alfonso I hizo levantar el primer santuario de la Virgen del Valle.
Don Soña, personaje histórico a quien se refiere el nombre de la localidad, fue un infanzón, por su tratamiento de Don, que poseyó Quintanilla en la Alta Edad Media. Para el medievalista Julio González González, Don Soña quizá fuera el Sonna que dio una heredad al conde Alfonso en el año 924, que figura en el cartulario de Santo Toribio. Por su parte, Don Javier Cortés y Don Domiciano Ríos relacionaron el nombre Onsoña "evidentemente con fons, fuente", que para Carrera de la Red, procede de Don Sonna, pues procede de Quintaniella de don Sonna, forma de la localidad documentada en el año 1213.

### SigloXI
Muy probablemente, el primer documento referido a la localidad es una carta de 16 de febrero de 1072, que se encuentra en la catedral de León, por la que Fernán Soñaze donaba una heredad a Juan Vita y a su esposa Condesa en "Quintanilla". El documento no especificaba a cuál de las localidades del mismo nombre se refería, pero todo parece indicar que se trataba de Quintanilla de Onsoña. Años después, el 25 de octubre de 1093, apareció documentada por primera vez la localidad de Villaproviano.

### SigloXII
En 1166, Sona Bacon donaba a su hermana Sancha los bienes heredados de sus padres en Santa Colomba de Boñar, Villa Caboi de Cea, Relea, Quintanilla de Onsoña y Villaproviano.
En el siglo XII, las iglesias de San Andrés y Santo Tomé, en Quintanilla de Onsoña, según el Becerro de las Presentaciones, eran de concejo. Esto era muestra de la vitalidad de la comunidad y el protagonismo concejil, implicado en el ámbito de las necesidades e intereses materiales y espirituales.

### SigloXIII
En 1213, el magnate Gonzalo Ruiz Girón, que había enviudado, casó nuevamente con doña Marquesa Pérez, cuya escritura de arras otorgó el 13 de mayo de 1213 entregando la mitad de lo que tenía en Cisneros, Pozuelos, Baquerín, Petilla, Vega de Doña Olimpa, Quintanilla de Onsoña, Espinosa y Valdetrigueros. Años después, Juan de la Puente de Fitero entregó al hospital de la Herrada, que fundó su abuelo, cuanto heredó de su madre en Quintanilla de Onsoña.
En 1292, el Hospital de la Herrada, de Carrión de los Condes, otorgó a la localidad una carta de fueros basada en el fuero de Carrión: la Carta foral de Quintanilla de Onsoña.

### SigloXIV
El 25 de octubre de 1303, Doña María Díaz, hermana de D. Diego López de Haro e hija de Doña Mayor González, condesa de Urgel, donó todo cuanto tenía en Quintanilla de Onsoña al Hospital de la Herrada, que había fundado su abuelo D. Gonzalo Ruiz Girón. Y casi tres años más tarde, el 8 de abril de 1306, Doña Marquesa, Doña Sevilla y Doña Marquesa López, hijas D. Lope Díaz y de Doña Brunisen, señores de Rada, donaron al hospital de D. Gonzalo Ruiz de Carrion y a su comendador Fr. Pablo toda su herencia en Quintanilla de Onsoña.
Según el Becerro de las Behetrías de Castilla, Quintanilla era en 1352 un abadengo. Las dos terceras partes del pueblo eran de la abadesa de San Felices de Abia. La tercera parte restante era del Hospital de la Herrada. Sus vecinos pagaban al rey moneda y servicios. Estaban exentos de pagar martiniega, yantar y fonsadera, añadiendo el Becerro de las Behetrías que sus gentes no pagaron nunca tales tributos. Los derechos de sus señores eran, por entonces, en concepto de infurción al señor, "cuyo es es el solar en que mora": dos fanegas de pan, mitad trigo y mitad cebada, y cinco maravedíes. En el siglo XIV, 
Quintanilla fue uno de los catorce lugares donde desparecieron las sernas entre los fueros (1292) y el Becerro de las Behetrías de Castilla (1352).
El Becerro de las Presentaciones de León (siglos XIII al XV) recoge que Quintanilla disponía de las iglesias de San Andrés, Santo Tomé y San Salvador y era propia del concejo; Portillejo de la de San Miguel, de las dueñas de Santa Eufemia de la orden de Veles (Orden de Santiago de la Espada); Vellillas de la de Santiago y pagaban diezmo al duque del Infantazgo; Villantodrigo de la de San Quirce; Villaproviano de la de San Martín y Villarmienzo de la de San Miguel, siendo del camarero de Carrión.

### SigloXV
En 1484, los vasallos de Quintanilla de Onsoña y los bienes que serían la base del señorío de Fuenteguinaldo pasaron a formar parte de uno de los dos mayorazgos que creó el conde de Castañeda para sus hijos.

### SigloXVI
El condado saldañés se dividía en cuatro circunscripciones, cada una de las cuales tenía sus propios alcaldes que gozaban de sus propias atribuciones. En segunda instancia el corregidor nombrado por el duque del Infantado tenía jurisdicción sobre todos ellos. Al llamado Juzgado de Saldaña pertenecían, entre otros, Quintanilla, Villaproviano, La Serna, etc.
Está documentada, con fecha de 22 de octubre de 1539, la marcha a México de Francisco de Larones, vecino de Villaproviano.
Según documentos de la época, el duque de Frías tenía intereses en Portillejo y Villaproviano.
Juan de la Maza y Toribio Gutiérrez tomaron parte en la obra de la torre de la iglesia de San Martín de Tours (Villaproviano) el 14 de junio de 1598 estipulándose que cobrarían por eso 400 ducados. Entre 1596 y 1598, el cantero saldañés Toribio Gutiérrez recibió diversas cantidades por encargarse de la construcción de la torre de la iglesia de Santiago (Velillas del Duque).

### SiglosXVIIyXVIII
En 1602, el Concejo, justicia y regimiento de Villaproviano promovió pleito ante la Real Chancillería de Valladolid contra el de Quintanilla de Onsoña acusándole de haber entrado en los términos de Pinaragudillo y Valdelera. Este pleito se extendió hasta 1610.
La documentación de la Universidad de Alcalá cuenta con una certificación de estudios de Pablo González, natural de Villaproviano, en esa universidad de 1681, en una época, el siglo XVII, en la que estudiar en la universidad era muy poco frecuente.
Pocos años después, en 1689, Francisco Conde Calvo, de Villaturde, pero descendiente por vía paterna también de Villaproviano, solicitaba la adminisión a beca en el colegio mayor de San Ildefonso de Alcalá de Henares y hacía asiento de grado de licenciado en Cánones en 1697 por la Universidad de Alcalá.
Entre 1656 y 1801, Quintanilla formó parte de la intendencia o provincia de Toro. En 1833, el pueblo se incorporó a la actual provincia de Palencia.
En este siglo XVII, el cabildo de la catedral de León y Silvestre de Avellaneda pleitearon por los frutos del beneficio de Quintanilla de Onsoña el primer año que estuvo vacante que, por ser préstamo de aventura, correspondían al cabildo.
En 1712, según el censo de Campoflorido, Quintanilla era uno de los llamados Diecisiete lugares del Juzgado de Saldaña . Esta demarcación, a la que pertenecía Quintanilla, también estaba formada por Celadilla, Gañinas, La Serna, Lobera, Membrillar, Moslares, Pedrosa, Portillejo, Relea, Renedo de la Vega, Renedo del Monte, Villanueva del Monte, Villaproviano, Villarmienzo y Villota del Páramo.
Según el Catastro de la Ensenada, realizado en Quintanilla de Onsoña en 1753, contaba con un oficial herrero a un real de vellón diario, 24 labradores sin calificar a dos reales de vellón y medio, 14 jornaleros sin calificar a dos reales y medio al día y 40 personas. El número de vecinos era de 44 y 97 el total de rentas.
A finales de los señoríos, Carretraviesa era un enclave santiaguista situado al sur de Quintanilla.

### SigloXIX
Durante la Guerra de la Independencia (1808-1814), el héroe Juan Díaz Porlier pasó por las localidades del entorno de Saldaña, entre ellas Quintanilla de Onsoña. Muy cerca de Quintanilla, cinco de sus oficiales fueron sorprendidos y se les dio muerte; otros 19 miembros de su partida fueron hechos prisioneros y él mismo pudo salvarse con dos de sus oficiales a duras penas. Además de la partida de Díaz Porlier, la de Juan de Tapia estuvo muy activa en toda la provincia, la de Padilla en la zona de Saldaña y las de Benito Marquínez, Jerónimo Merino, Borbón y Saornil en la zona de Carrión de los Condes.
La parroquia de Quintanilla de Onsoña fue una de las pocas de Palencia que recibió piezas de arte de la exclaustración realizada durante la ocupación francesa.
Sabemos que Quintanilla contó con un pósito municipal, cuya función principal era dar caridad y facilitar la siembra a los vecinos. Para ello realizaba un acopio de granos, principalmente trigo, y los prestaba en épocas de sementera o malas cosechas, preferentemente a los labradores más necesitados.
La primera guerra carlista (1833-1840) en la provincia de Palencia fue novelada por el escritor Ignacio Martín Verona en Crónica de una conspiración carlista, con el Canal de Castilla y la geografía palentina como referentes continuos. Iniciado el Sexenio Revolucionario, los carlistas tuvieron elementos activos en la comarca y en otros puntos de la provincia (Guardo y Rivas).
Antes de la Revolución Gloriosa (1868), los municipios de menos de 200 vecinos (era el caso de Quintanilla) estuvieron a punto de perder su ayuntamiento.
A mediados del siglo XIX, según Pascual Madoz, Quintanilla de Onsoña contaba con escuela de primeras letras retribuida por los padres de los alumnos y una fuente de buenas aguas. El terreno participaba de monte y de llano y era de buena calidad, particularmente el cercano al río Valdecuriada. El correo postal se servía tres días a la semana desde la estafeta de Saldaña. Quintanilla producía trigo, cebada, centeno, avena, lentejas, yeros, lino y vino; el ganado que criaba era el ovino, el caballar, el porcino y el vacuno. 
En enero de 1868, la Dirección General de Beneficencia e Instrucción Pública aprobó la renta líquida de la escuela enajenada de Quintanilla de Onsoña en 41'60 escudos de renta líquida anual que producían los bienes en febrero de 1865. El capital nominal de las inscripciones ascendía a 1386'66 escudos y los intereses del semestre corriente (el primero de 1865) a 14'46 escudos.
El cronista Valentín Picatoste, al referirse a Quintanilla de Onsoña dice lo siguiente:
En 1871, para las elecciones al Congreso, Quintanilla de Onsoña formaba parte del primer distrito del partido de Saldaña. Elegía, con otras localidades, un diputado del total de cinco que correspondían al partido Saldaña.
La dotación anual del maestro de Quintanilla de Onsoña era de 250 pesetas (1900), de 500 (1907) y de 625 (1912).

### SigloXX
A inicios del siglo XX, según el censo electoral de 1917, 227 electores, de un total 232, sabían leer y escribir en el municipio de Quintanilla; es decir, la alfabetización alcanzaba un 97,8 % del total del electorado.
Las elecciones municipales de 12 de abril de 1931 dieron como resultado en Quintanilla cuatro concejales para los monárquicos y otros tantos para los conservadores.
La electricidad llegó a Quintanilla en 1933. Años después, en 1941, se aprobó la construcción de una línea eléctrica entre Melgar de Fernamental y Villaproviano. En 1955, el suministro de electricidad estaba a cargo de la Viuda de Castro y de Ricardo Cortés. Muchos años después, en octubre de 2009, llegó la señal de la TDT a la localidad. La primera web de Quintanilla de Onsoña, disponible de agosto de 1999 a inicios de 2009, fue una iniciativa particular de Carlos Pérez.
De 1931 a 1936, no hubo muertes por violencia política en Quintanilla y los pueblos de su término.
En 1940, el expediente de delimitación entre los términos municipales de Pedrosa de la Vega y Quintanilla de Onsoña fue aprobado. Antes, el 5 de diciembre de 1938, el ingeniero geógrafo Antonio Revenga Carbonell hizo la rectificación del deslinde entre los límites municipales de Pedrosa de la Vega y 
Quintanilla de Onsoña.
En 1968, el Decreto 470/1968, de 29 de febrero, declaraba de utilidad pública y de urgente ejecución la concentración parcelaria de la zona de Quintanilla de Onsoña.
Durante el siglo XX, la emigración mermó la población de Quintanilla y sus pedanías con la marcha de jóvenes, sobre todo, a Valladolid, Santander, a León, a Madrid, a Suiza y a Argentina, entre otros puntos.
Han ejercido de alcaldes: Julián Pérez (1848), Francisco Díez (1852, 1854 y 1867), Andrés Merino (1878), Francisco Merino (1883), Jerónimo Valles (1885), Eleuterio Lorenzo Gaite (1887), Toribio Díez Llorente (1889), Julián Merino Ramos (1891), Cándido Medina Herrero (1893), Salustiano García Martín (1895), Tomás Díez Martín (1897), Nemesio Herrero Lorenzo (1899 y 1901), Leandro Lorenzo Puebla (1903), Claudio Ibáñez Gutiérrez (1905), Félix González Martín (1907 y 1909), Mariano Merino Herrero (1911), Félix Marcos Puebla (1913), Manuel Andrés Mancebo (1915), Félix González Martín (1917), Galo Merino Herrero (1920), Pedro Pozo Díez (1922), Ceferino Martín (1927), Dionisio Pozo Díez (1933), Mariano González Díez, Afrodisio Marcos (1979), José Merino (2003), María Teresa Carmona (2005). En el Antiguo Régimen, cuando existían los señoríos, eran regidores pedáneos: Andrés de Relea y Juan de Serna (1753). 
Los sacerdotes que han ejercido en la localidad son: Juan de Arce (1494), García Martínez (1500), Francisco Villadán (1753), Santiago Manrique (1863), Jerónimo Díez (1886), Francisco Prado (1911), Francisco Deprado (1955), Manuel Diez, José María Inyesto (1999).
Los maestros que han ejercido en la localidad desde finales del siglo XIX son: Teodomiro Pardo (1886), Eudaldo Alonso Varón (1900), Agustín Díez García (1912), Dictinio Duque (1938), Isaías Merino (1965).
En las otras localidades del municipio de Quintanilla de Onsoña, los maestros han sido: en Villaproviano, Calixto Villasur Niño (1896); y en Villarmienzo, Benito Retuerto (1938).
Los secretarios que han ejercido en la localidad son: Leandro Herrero (1886), Baltasar Serrano Negro (1955).

## Geografía humana

### Demografía
Cuenta con una población de 180 habitantes (INE 2024).
| Gráfica de evolución demográfica de Quintanilla de Onsoña entre 1842 y 2021 |
| |
| Población de derecho según los censos de población del INE Población de hecho según los censos de población del INEEntre el censo de 1857 y el anterior, crece el término del municipio porque incorpora a 345077 (Portillejo), 345135 (Velillas del Duque), 345154 (Villantodrigo), 345163 (Villaproviano) y 345165 (Villarmienzo) |

Antes de la realización de los primeros censos de población rigurosos (referidos exclusivamente al pueblo de Quintanilla), es decir, con anterioridad a 1857, el número de vecinos era de 44 (hacia 1759), 64 (en torno a 1847), y 36 (1857). Estas cifras de vecinos equivalían aproximadamente a 175 y a 250 habitantes en cada uno de los casos. Años después, en 1863, Quintanilla contaba con 4,39 habitantes por vecino. En 1981, Quintanilla contaba con 36 familias residentes, 3,25 personas por núcleo familiar.
El censo de pecheros de 1528 daba para las localidades del término actual de Quintanilla la población (en vecinos) siguiente: Portillejo 27, Quintanilla 44, Velillas del Duque 14, Villantodrigo 15, Villaproviano 43, Villarmienzo 18. Los seis pueblos contaban en conjunto con 161 vecinos.
A mediados del siglo XVIII, en el Catastro de la Ensenada, se dice que la localidad de Quintanilla de Onsoña contaba con 45 vecinos y "y que ninguno habita en casa de campo ni alquería...".
Según el Repartimiento de 1688, la población pechera de Villaproviano era de 10,0 vecinos; y la de Portillejo, 5,5. El Repartimiento de 1695 daba 7,0 para Villaproviano y 5,5 para Portiilejo. Finalmente, el Repartimiento de 1702 daba 11,0 para Villaproviano y 4,5 para Portiilejo.
Los habitantes de la localidad de Quintanilla, exclusivamente y sin contar con sus otros núcleos, han sido en los últimos años los siguientes: 238 (1910), 117 (1981), 60 (2006), 56 (2008). En 1832, según el Diccionario geográfico universal, eran 193 habitantes.
La comarca cuenta con muchos recursos naturales y de patrimonio histórico y artístico poco aprovechados hasta la fecha, que podrían generar muchos puestos de trabajo en el territorio.
El medio rural, entre 1950 y 1980, fue capaz de proporcionar nuevos y muy abundantes pobladores para las ciudades y sus áreas metropolitanas. Actualmente, el medio urbano no es capaz de proporcionar al medio rural los habitantes que hagan que la población deje de descender. Paralelamente a este fenómeno, la población urbana, la de las ciudades, envejece y no tiene garantizado el reemplazo generacional. El futuro del medio rural pasa por la reactivación de la natalidad en el medio rural –afirma, en un reciente estudio, la profesora María Luisa Bustos Gisbert– y en todo el país.
Una tasa de fecundidad de 2,2 hijos por mujer o superior es la que garantiza el reemplazo generacional y los efectos positivos de este hecho sobre la economía.

### Economía
Agricultura cerealista de secano y cultivo de garbanzos, horticultura de autoconsumo, apicultura, industria alimentaria (una panificadora y una heladería), hostelería, construcción, populicultura (cultivo del chopo). En 2007, la lenteja pardina de Tierra de Campos y el lechazo de Castilla y León eran las producciones con denominación de origen que se daban en el término municipal de Quintanilla. 
En la década de 1830, Quintanilla producía "trigo y cebada de superior calidad... legumbres… ganado lanar, alguno caballar y vacuno". En 1929, el presupuesto municipal nivelado era de 13.323'75 pesetas.
En 1997, la superficie consorciada con la Confederación Hidrográfica del Duero dedicada al chopo era de 12,75 ha.
Antiguamente, Quintanilla y los pueblos de su municipio elaboraban vinos, así como las localidades de la comarca (tintos en la zona de Bahillo y blancos de alta calidad en torno a Bárcena de Campos). Tras la vendimia, se celebraban algunos festejos. 
Se da la perdiz y la liebre. Podemos encontrar, además, zorro, jabalí, corzo, visón americano, conejo, etc. Cuenta con un coto de pesca en Velillas del Duque en el río Carrión (Coto de Pesca de Saldaña).
El entorno de Quintanilla cuenta con sobrados recursos naturales y culturales. La Villa romana La Olmeda, los museos de Saldaña, el Museo Escuela, etc. Saldaña, Quintanilla y su comarca tienen gran potencialidad como destino gastronómico (ruta de la tapa y otras).
Podría desarrollar la bioindustra y factorías para elaboración de pellets, briquetas, metano, serrín, balas de paja para la emergente construcción con paja... y el desarrollo de la bioindustria.
Algunos de los establecimientos de productos de la comarca son Hermanos Mediavilla (pan y repostería), Helados Cuesta (Velillas del Duque), Quesería Artesanal del Río Carrión (La Serna (Palencia)), Quesos Tarilonte Delgado (Lagunilla de la Vega) y Leguminor (alubia de Saldaña).

## Arquitectura

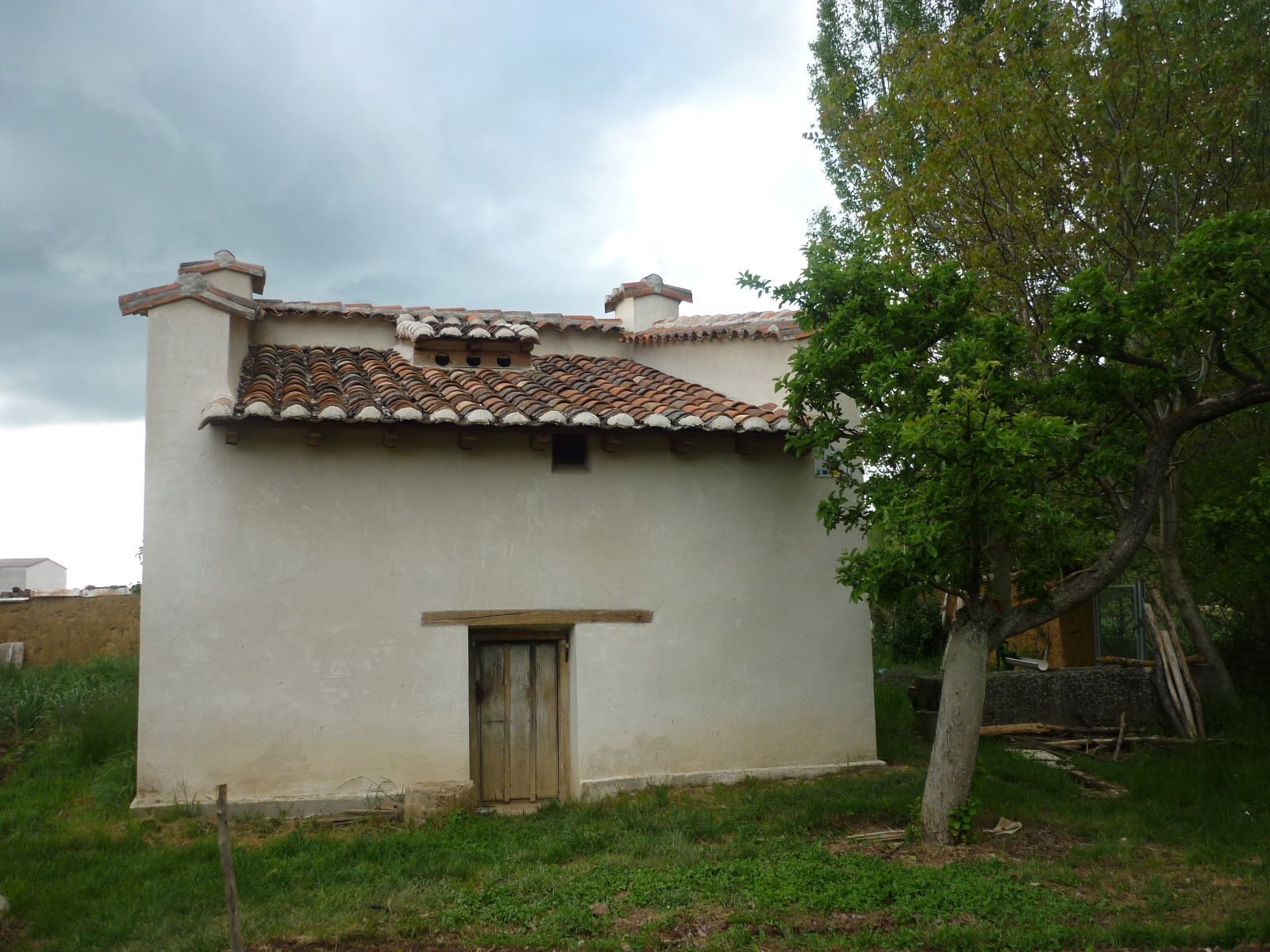
Palomar en Quintanilla de Onsoña

El núcleo urbano de Quintanilla, como el de sus pedanías, está constituido por casas de adobe mayoritariamente, gran parte de ellas remozadas o en proceso de rehabilitación. Desde principios del siglo XX, sus habitantes también han construido algunas viviendas y edificios de ladrillo que encajan bien con el color del suelo y del caserío tradicional quintanillense. Además de los edificios destinados a vivienda y usos agroganaderos, existe un núcleo de bodegas.
Es digno de señalar, el sistema de calefacción conocido con el nombre de gloria que recuerda al hipocausto romano, y que consiste en hacer atravesar los gases salientes que proceden de la cocina por debajo del pavimento de las habitaciones conduciéndolos con bóvedas de ladrillo. 
A finales de 1986, la Comisión Provincial de Urbanismo de Palencia aprobó definitivamente la Delimitación de Suelo Urbano de Quintanilla de Onsoña (Palencia).

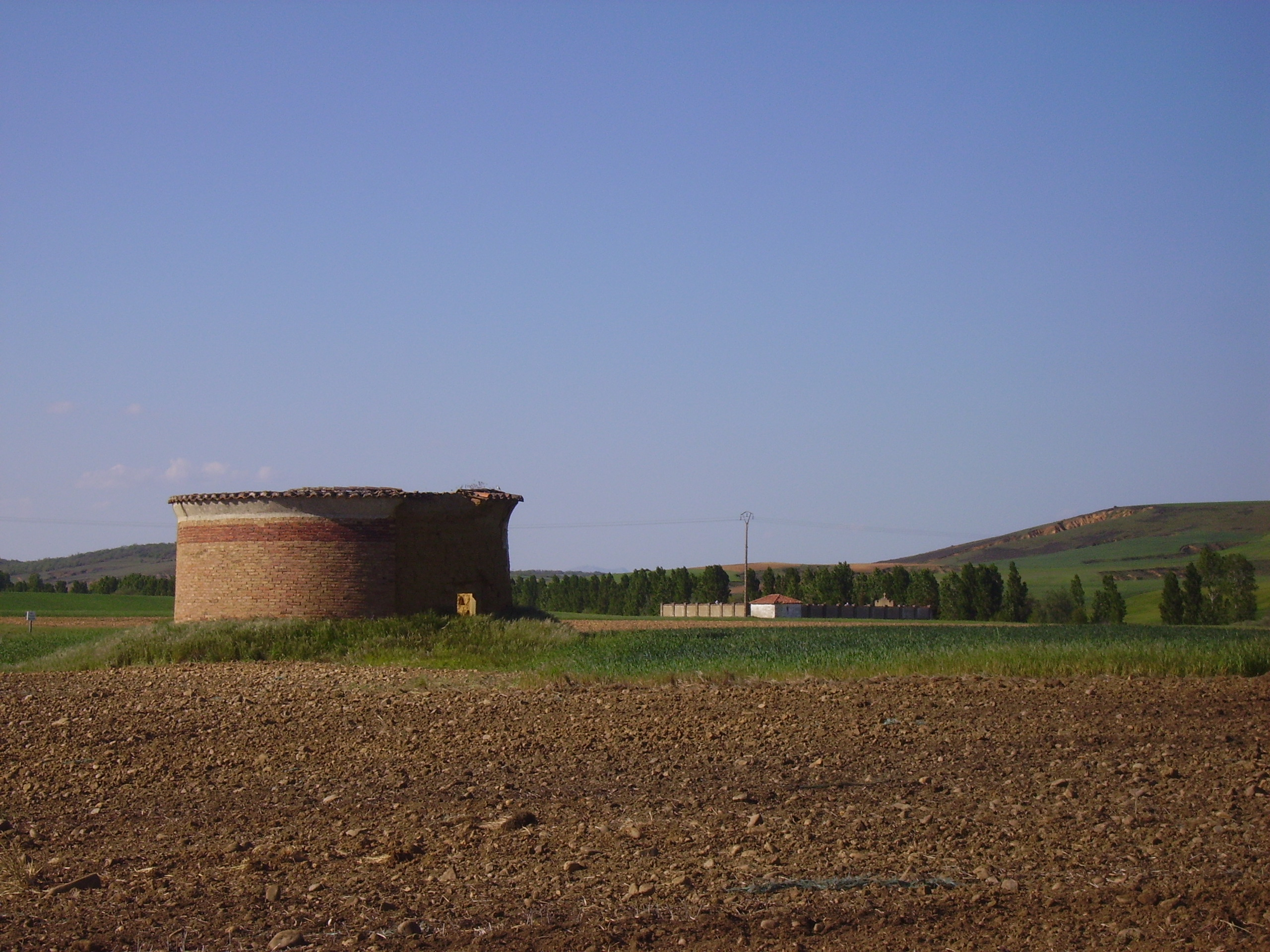
Palomar en Quintanilla de Onsoña

Según un estudio del Pr. Manuel Malmierca, el término municipal tiene el mayor número de palomares de la mitad norte de la provincia de Palencia (un total de catorce).
La pedanía de Villantodrigo cuenta con una iglesia, dedicada a San Quirce y Santa Julita, de fábrica templaría. Iglesias parroquiales: las de Villaproviano y Villarmienzo tienen magníficos retablos rococós y barrocos, las de Quintanilla y Portillejo son neoclásicas. En la de Villantodrigo apareció una pintura anónima del siglo XVI sobre el martirio de San Quirico y Santa Julita. Se puede ver en el Museo Diocesano de Palencia. El templo de Velillas del Duque está dedicado a Santiago Apóstol. 
No muy lejos de Velillas del Duque, el pago de Tras Castillo hace intuir la existencia de una fortificación en el pasado.
Importantes construcciones de piedra seca (sin argamasa).

## Curiosidades
El llamado Camino Franco, camino medieval, se encuentra en el extremo occidental del término municipal, cerca de Villarmienzo.
El llamado camino de la Loma (actualmente la P-240) pudo ser una alternativa al Camino de Santiago Francés (Camino Francés), en sentido de ida y vuelta (Camino de Santiago al revés, Camino de Santiago a la inversa). En este sentido, el 13 de octubre de 1889, el peregrino Francisco González, natural de Belorado (Burgos), solicitó a las autoridades de Villaproviano ser atendido al caer enfermo y decir ser pobre de solemnidad; Villaproviano contó con hospital de pobres y Velillas del Duque con "casa de misericordia propia de la Cofradía de Santiago en donde se recogen los pobres transitantes". Por la pregunta 30 del interrogatorio de las Respuestas generales de otras localidades de la carretera de la Loma, como Gozón de Ucieza y Bahillo, sabemos que estas localidades también tuvieron hospitales de transeúntes.
La obra Manuscritos y fuentes musicales en España: Edad Media, de Ismael Fernández de la Cuesta, recoge el tema musical Rescate de un cautivo en Quintanilla de Onsoña. Una de las cantigas de Alfonso X el Sabio, la CCXXVII, de nombre Quen os pecadores guía, se situaba en Quintanela d'Osonna (Quintanilla de Onsoña). A ella se refirieron Agapito Rey e Higinio Anglés, en trabajos de 1927 y 1943 respectivamente.
Entre otros, los apellidos que se dan y se han dado en Quintanilla y término municipal son: Abia, Calle, Calleja, Calvo, Castrillo, Cófreces, Cuesta, De la Hoz, Del Río, Díez, Estébanez, González, Gonzalo, Gregorio, Herrero, Ibáñez, Herrero, López, Marcos, Martín, Mediavilla, Merino, Pardo, Polvorosa, Pozo, Redondo, Relea, Rodríguez, Salvador, Sarmiento, Sastre, Terán, Valiente, Valles, etc. Los apellidos Abia, Polvorosa y Relea reflejan que se establecieron en las localidades del municipio de Quintanilla, en fecha que no se puede precisar, gentes procedentes o con raíces en Abia de las Torres, Polvorosa de Valdavia y Relea de la Loma. Ibáñez está documentado como apellido en Villaproviano en el siglo XII.
El apellido Gregorio está documentado en Quintanilla desde el siglo XVIII, al menos, cuando contrajo matrimonio María Gregorio, de Santibáñez de la Peña, con Mateo García.
Quintanilla de Onsoña debe conservar su patrimonio inmaterial, es decir, las prácticas, representaciones, expresiones, conocimientos y habilidades (así como los instrumentos), los objetos y artefactos, los espacios culturales asociados con los mismos que las comunidades, los grupos y en algunos casos los individuos reconocen como parte de su legado cultural.
Quintanilla de Onsoña debe recoger, describir y registrar las expresiones de Patrimonio Inmaterial en los ámbitos temáticos de rituales festivos; oficios y saberes; modos de expresión (cantes, bailes, tradición oral, representaciones teatrales, leyendas, romanceros) y alimentación y cocina.
El filólogo Emilio Nieto Ballester, en un trabajo sobre la toponimia de la provincia de Palencia, se refiere al topónimo quintanillense Camino de Catropea (del latín Quattuorpedia, "animal de cuatro patas").
La etapa 16.ª de la Vuelta Ciclista a España de 2011, que partió de la Villa romana La Olmeda, pasó por Quintanilla de Onsoña el 6 de septiembre de 2011. En el verano de 2015, Quintanilla asistió al rodaje del cortometraje Viento, igual que su pedanía de Velillas del Duque, del director David Argüelles. El narrador del cortometraje es Manolo Solo.

## Cultura

### Fiestas
- Carnaval (febrero o marzo) (Quintanilla de Onsoña)
- Semana Santa (marzo o abril) (Quintanilla de Onsoña)
- San Miguel Arcángel (8 de mayo) (Villarmienzo)
- San Isidro (15 de mayo) (Quintanilla de Onsoña)
- Santiago de mayo (23 de mayo) (Velillas del Duque)
- Nuestra Señora de Cornón (13 de junio) (Villarmienzo)
- San Quirico y Santa Julita (16 de junio) (Villantodrigo)
- Corpus Christi (mayo o junio) con alfombras florales (Quintanilla de Onsoña)
- Fiesta del verano (Segundo fin de semana de agosto) (Quintanilla de Onsoña), se celebra desde el año 2006. Con anterioridad se realizaba la fiesta de la Amistad.
- Fiesta de verano (agosto) (Velillas del Duque)
- San Miguel Arcángel (29 de septiembre) (Portillejo)
- San Martín Obispo (11 de noviembre) (Villaproviano)
- Fiesta patronal de San Andrés (30 de noviembre) (Quintanilla de Onsoña).

Otras fiestas que no se celebran, pero no han sido olvidadas, son las de carnaval (especialmente importante era el martes de Antruido (o antruejo)) 
o la otrora popularísima fiesta del árbol.
Por Viernes Santo se jugaba al juego de la nita (también llamada tuta).

### Gastronomía
Orejuelas de carnaval, habas a la saldañesa, fréjoles

### Asociaciones
- Asociación de Mujeres Los Llanillos (Quintanilla de Onsoña) (desde 2003)
- Asociación Cultural San Martín (Villaproviano)
- Grupo de Dulzaineros Vino Aquilino.

El municipio está adherido a la Federación Regional de Municipios y Provincias de Castilla y León

## Monumentos y lugares de interés
- Casa rural El Recaudador en el pueblo de Quintanilla de Onsoña.
- Bosque de ribera en la margen quintanillense del río Carrión
- Coto de pesca truchera de Velillas del Duque.
- Molino de Velillas del Duque.
- Conjunto de palomares, de gran interés etnográfico, el mayor de la mitad Norte de Palencia.
- Casetas de era, bodegas. El escritor e historiador Gonzalo Alcalde Crespo destaca como especialmente interesante el conjunto de bodegas de Portillejo[101]
- Iglesia de traza templaria en Villantodrigo.
- Restos de la Iglesia de San Juan del Otero, sobre un cerro del mismo nombre al este de Quintanilla, Sur de Portillejo, Norte de Villaproviano y Oeste de Gozón de Ucieza.
- Conjuntos urbanos de casas de adobe, material de construcción sostenible y de alta eficiencia energénica
- Río Valdecuriada

En resto de la comarca:
- Villa romana de La Olmeda (8,2 km ruta a pie; 13,5 km por carretera)
- Casco antiguo de Saldaña (8 km por carretera)
- Casco antiguo de Carrión de los Condes (15 km por carretera)
- Núcleo de arquitectura tradicional de Villalafuente y el Centro Etnográfico de Arquitectura Tradicional de Villalafuente
- Museo Escuela (Vega de Doña Olimpa) (22 km por carretera)
- Museo de la Historia de la Radio (Villaluenga de la Vega)
- Huerto Escuela (Gozón de Ucieza) (5 km por carretera)
- Casa de los Noriega (Membrillar)